# Lygosoma lineolatum
Lygosoma lineolatum är en ödleart som beskrevs av  Stolizcka 1870. Lygosoma lineolatum ingår i släktet Lygosoma och familjen skinkar. Inga underarter finns listade i Catalogue of Life.